# Estado Sul-Peruano
O Estado Sul-Peruano fez parte da Confederação Peru-Boliviana ao lado do Estado Norte-Peruano e da Bolívia. A sua capital era Tacna. Foi constituído em março de 1836 pela união dos departamentos de Arequipa, Ayacucho, Cuzco e Puno e tinha como máxima autoridade o Presidente do Estado, sob autoridade do Protetor Supremo da Confederação, Andrés de Santa Cruz.